# Discografia di Yngwie Malmsteen
I lavori di Yngwie Malmsteen sono stati pubblicati con 5 diversi autori:
- Yngwie Malmsteen
- Yngwie J. Malmsteen
- Yngwie Johann Malmsteen
- Yngwie Malmsteen's Rising Force
- Yngwie J. Malmsteen's Rising Force

Le motivazioni alla base della scelta fatta di volta in volta non sono chiare. Non risulta infatti che i Rising Force abbiano una formazione stabile che li identifichi nel panorama dei gruppi musicali, né i loro lavori sono stilisticamente identificabili rispetto agli album del Malmsteen solista.

## ComeYngwie Malmsteen
- 1996 – Inspiration

## ComeYngwie J. Malmsteen's Rising Force
- 1984 – Rising Force
- 1985 – Marching Out
- 1988 – Odyssey
- 1999 – Alchemy
- 2000 – War to End All Wars
- 2002 – Attack!!
- 2005 – Unleash the Fury

## ComeYngwie J. Malmsteen
- 1985 – As Above So Below, dal vivo
- 1986 – Trilogy
- 1989 – Trial by Fire - Live in Leningrad
- 1990 – Eclipse
- 1991 – The Yngwie Malmsteen Collection
- 1992 – Fire and Ice
- 1994 – The Seventh Sign
- 1994 – Live at Budokan 1994
- 1994 – Power and Glory
- 1994 – I Can't Wait
- 1995 – Magnum Opus
- 1997 – Facing the Animal
- 1998 – Live!!
- 1998 – Concerto Suite for Electric Guitar and Orchestra in E flat minor, Opus 1, con l'Orchestra Filarmonica di Praga
- 1999 – The B-Sides (rarità da collezione)
- 2000 – Anthology 1994-1999
- 2000 – Best of 1990-1999
- 2002 – Concerto Suite Live, con la Japan Philharmonic
- 2002 – The Genesis
- 2008 – Perpetual Flame
- 2009 – Angels of Love
- 2010 – Relentless
- 2016 – World on Fire
- 2019 – Blue Lightning
- 2021 – Parabellum

## Altri album
- 1983 – Steeler - Steeler
- 1983 – Alcatrazz - No Parole from Rock'n'Roll
- 1984 – Alcatrazz - Live Sentence
- 2003 – G3 - G3: Rockin' in the Free World

## Collaborazioni
- 3rd Stage Alert (3rd Stage Alert-1984) produttore e guitar solo sul brano Adagio
- Hear 'n Aid (AA.VV.-1985)
- This Time (Tone Norum-1988) guitar solo sul brano Point of no Return
- Cold Winter Night (Erika-1990) guitar solo sul brano Emergency
- Human Clay (Human Clay-1996) guitar solo sul brano Jealousy
- Michael Vescera Project - MVP (Windows-1997) guitar solo sul brano Say a Prayer
- Violent Force (Violent Force-2005) guitar solo sui brani Pain Is for Me e Fire in the Unknown

## Tribute album
- 1994 – Smoke on the Water: a Tribute to Deep Purple
- 1999 – Holy Dio: A Tribute to the Voice of Metal-Ronnie James Dio
- 1999 – Not the Same Old Song and Dance: Tribute to Aerosmith
- 2006 – '80s Metal - Tribute to Van Halen